# جوردن ميلوت
جوردن ميلوت (بالفرنسية: Jordan Millot)‏ هو لاعب كرة قدم فرنسي في مركز الوسط، ولد في 23 أكتوبر 1990 في هييريس في فرنسا. لعب مع نادي كليرمون 63.

## وصلات خارجية
- جوردن ميلوت على موقع رابطة كرة القدم الفرنسية للمحترفين (الإنجليزية)
- جوردن ميلوت على موقع قاعدة بيانات كرة القدم.إي يو (الإنجليزية)
- جوردن ميلوت على موقع Soccerway.com (الإنجليزية)